# عبدالرضا هاشم‌زائی
عبدالرضا هاشم‌زائی (زاده ۱۳۲۳ در خور و بیابانک)، سیاستمدار اصلاح طلب و از اعضای شورای مرکزی حزب کارگزاران سازندگی ایران، نماینده دوره دوم و دهم مجلس شورای اسلامی و استاندار سابق ایلام است.

## فعالیت‌های اداری
وی استاندار ایلام، مشاور وزیر صنایع در دولت اصلاحات، مدیرعامل شرکت ملی صنایع مس ایران، معاون سیاسی استانداری خراسان بزرگ و فرماندار شهرستان فردوس نیز بوده‌است.

## نماینده ادوار دوم و دهم مجلس
هاشم‌زائی نمایندهٔ اسبق مجلس شورای اسلامی در دوره دوم مجلس شورای اسلامی از حوزه انتخابیه فردوس و طبس است.
او در دهمین دوره انتخابات مجلس شورای اسلامی، در لیست سی نفرهٔ ائتلاف فراگیر اصلاح طلبان: گام دوم در تهران حضور داشت و توانست با کسب ۱٬۰۷۸٬۸۱۷ رأی، در رتبهٔ سی ام تهران، وارد مجلس دهم شود.
هاشم‌زائی همراه با آغاز به کار مجلس دهم، در جلسات اول رئیس سنی این مجلس بود. اولین کمیسیونی که هاشم‌زائی در آن عضویت یافت کمیسیون شوراها و امور داخلی کشور بود. وی در این دوره از یک حادثه رانندگی شدید جان سالم به در برد و مدتی به دلیل درمان از مجلس دور بود. وی در یک اظهار نظر خواستار محاکمه محمود احمدی‌نژاد به خاطر طرح مسکن مهر شد.